# Chlamydióza ptáků
Chlamydióza je obecné označení bakteriální infekce různých živočišných druhů vyvolávaných obligátně intracelulárními bakteriemi z řádu Chlamydiales. U ptáků se projevuje infekce Chlamydophila psittaci jako vysoce nakažlivé, zjevně nebo latentně probíhající respirační, střevní nebo systémové onemocnění charakterizované zánětem, nekrózou a proliferativní reakcí na epikardu, vzdušných vacích, plicích, peritoneální seróze, játrech, perikardu a střevech. Generalizované infekce vedou k hypertermii, anorexii, letargii, průjmu a někdy až k úhynu. Manifestace nemoci je ovlivňována virulencí kmene C. psittaci. U savců infekce C. psittaci způsobuje pneumonie, kloubní, střevní a reprodukční poruchy.
Chlamydióza může být ekonomicky velmi závažné onemocnění, zejména v intenzivních chovech kachen a krůt, příp. u chovatelů holubů a exotických ptáků (konfiskace na porážce, pokles snášky, vysoké náklady na léčbu, problémy s trhem ptáků apod.). Chlamydióza drůbeže je považována za nebezpečnou nákazu.
Neméně důležitý je zdravotní význam. Chlamydióza je zoonózou, která u člověka probíhá za příznaků atypických zánětů plic. Přenos C. psittaci z člověka na člověka je vzácný, ale možný. Přenos z člověka na ptáka nebo drůbežím masem nebyl zatím popsán.

## Výskyt a rozšíření
Chlamydie patří mezi nejrozšířenější mikroorganismy v přírodě. Byly již prokázány minimálně u 230 různých druhů ptáků, u kterých mohou vyvolávat manifestní i latentní infekce. Nejčastěji postihují tropické chovné ptáky, zejména papouškovité, ale i domácí ptáky, jako kachny, husy, krůty a holuby. Chlamydie jsou patogenní také pro různé druhy laboratorních zvířat (časté infekce v chovech myší) a divoce žijící zvířata. Rozšíření chlamydií sahá od subarktických oblastí přes mírné a tropické oblasti Starého Světa až do Austrálie. U domácích zvířat (skot, ovce, kozy, prasata, koně, psi, kočky) vyvolávají chlamydie celé spektrum chorob jako jsou pneumonie, encefalitidy (zánět mozku), encefalomyelitidy, perikarditidy, polyartritidy (mnohočetný zánět kloubů), konjunktivitidy, enteritidy, mastitidy, orchitidy (zánět vasrlat) a aborty, s možnými závažnými hospodářskými ztrátami. Na vztah chlamydií ke klíšťatům, ektoparazitickým vším a roztočům drůbeže, jako potenciálním přenášečům chlamydií, se názory v literatuře liší. Savčí chlamydie (C. trachomatis) nejsou odpovědné za výskyt infekce u ptáků.

## Příčina nemoci (etiologie)
Původcem onemocnění je Chlamydophila psittaci

### Patogenita
Na základě přirozené patogenity pro domácí drůbež, lze kmeny C. psittaci izolované z těchto hostitelů rozdělit do 2 základních kategorií:
- Vysoce virulentní kmeny, které způsobují akutní epidemie s 5-30 % úhynem ptáků. Kmeny tohoto typu jsou nejčastěji izolovány z krůt a občas ze zdravých divoce žijících ptáků. Označují se také jako „toxinogenní“. Toxinogenní kmeny mají široké spektrum patogenity pro laboratorní zvířata. Mohou způsobit i onemocnění člověka (někdy i smrtelné). Toxinogenní kmeny jsou pro laboratorní zvířata vysoce infekční a letální (smrtelné) např. pro myš, morče, krůty a papoušky, ale neškodné pro holuby a vrabce.
- Kmeny o nízké virulenci, které způsobují slabé epidemie s mortalitou nižší než 5 %, jestliže nedojde k sekundární bakteriální nebo parazitární komplikaci. Jsou často izolovány z holubů a kachen, někdy i z krůt a divokých ptáků. Ptáci infikovaní těmito kmeny obvykle neonemocní. Toxinogenní titr na myších je mnohem nižší než u předchozí kategorie. Člověk je k těmto kmenům méně vnímavý. Mají vysokou infekciozitu, ale malou letalitu pro myši, holuby, vrabce a krůty. Někdy vyvolají infekci u morčat. Kmeny obou skupin mají stejnou schopnost rychle se šířit v hejnu drůbeže.

Chlamydióza holubů a kachen je často komplikována konkurentními infekcemi salmonel. V takovém případě může být mortalita vyšší, chlamydie jsou vylučovány ve velkém množství a vnímavý hostitel v bezprostředním kontaktu může klinicky onemocnět.

## Vznik a šíření nemoci (epizootologie)

### Hostitel
Přirozeným hostitelem C. psittaci jsou jak domácí a exotičtí ptáci, tak i mnoho druhů volně žijících ptáků. Častým rezervoárem a to i vysoce virulentních kmenů C. psittaci bývají mořští a tažní ptáci jako jsou rackové, rajky, divoké kachny a husy, aniž by u nich došlo ke klinickému onemocnění. Onemocnění u divoce žijících ptáků se ojediněle projevuje pouze zvýšeným úhynem mláďat, kdežto u dospělých zpravidla probíhá v latentní (skryté) formě. Doba vylučování i množství vylučovaných chlamydií závisí na druhu ptáků, stejně tak i sérologická konverze.
Mladá drůbež je k infekci i onemocnění obecně vnímavější než drůbež starší, takže např. infekce starých krůt může proběhnout i bez příznaků, pokud nedojde ke stresování a exacerbaci nemoci. Krocani zpravidla vykazují vyšší mortalitu než krůty. Kur domácí je k infekci relativně odolnější než vodní drůbež.

### Přenos, nosiči, vektory
Chlamydie jsou vylučovány z organismu exkrety a sekrey infikovaných ptáků. Infekce se nejčastěji šíří horizontálně přímým i nepřímým kontaktem s infikovanými jedinci nebo prostředím. K nakažení dochází respirační cestou (vdechováním zvířeného kontaminovaného trusu, prachu, zaschlých sekretů apod.), méně často orálně. Transovariální přenos chlamydií byl prokázán u mnoha druhů ptáků. Vektorem jsou inaparentně infikovaní volně žijící a migrující ptáci. Význam členovců v přenosu infekce není jasný, i když chlamydie byly prokázány v homogenátu čmelíků cizopasících u krůt. Jako možný přenašeč chlamydií v chovech krůt jsou uváděny muchničky.
Průběh chlamydiózy se liší podle druhu ptáků i mezi druhy domácími drůbeže. Časté jsou latentní infekce, k jejichž aktivaci dochází působením stresorů (interkurentní infekce, špatná zoohygiena, transport, nekvalitní výživa aj.).

### Patogeneze
Chlamydie mají tendenci k intracelulárnímu přetrvávání v organismu a tím i k dlouhodobému nosičství. Multiplikace chlamydií způsobuje vaskulární poškození a fibrinózní zánět seróz vnitřních orgánů. K exacerbaci onemocnění pak dochází působením stresorů.

## Projevy nemoci (symptomatologie)
Inkubační doba (ID) u přirozeně infikovaných ptáků kolísá. Záleží na množství inhalovaných chlamydií a jejich virulenci a na druhu ptáků. Nižší dávky nebo infekce starších ptáků prodlužují inkubační dobu. Obecně se uvádí 40 a více dnů. U holubů není ID přesně známa, udává se 5-15 dnů i více. Infekce pravděpodobně přetrvávají v cyklu rodiče - holoubata. Poštovní holubi onemocní zpravidla za 2-4 týdny po závodech.

### Klinika
Vznik a průběh onemocnění závisejí na virulenci původce a druhu hostitele. Nemoc může probíhat akutně, chronicky nebo latentně. Všeobecné příznaky jsou nechutenství, ospalost, slabost, průjem, zježené peří a pomalé hubnutí. Peří v okolí kloaky bývá znečištěné a v důsledku dlouhotrvajících průjmů vypadané. Z očí a nosních otvorů vytéká sekret, ze kterého se tvoří příškvary a z okolí vypadává drobné peří. Dech může být zrychlený, svědčící o rozvíjejícím se zánětu plic (pneumonie). Při latentním průběhu se zjišťuje pouze únava, posedávání nebo načepýřené peří, příp. slabý výtok z nosu anebo očí.
- Krůty. Akutně postižení ptáci jsou neteční, ospalí, straní se ostatních a nejeví zájem o krmivo. Mají zvýšenou tělesnou teplotu, žlutozelený vazký průjem a postupně hubnou. Z nosních otvorů jim vytéká serózní až fibrinózní odměšek ztěžující dýchání. Peří je zježené, neupravené, kolem kloaky znečištěné nebo i vypadané. U nosnic rychle klesá snáška na 10-20 % nebo se úplně zastavuje. Morbidita může dosahovat 50-80 % a mortalita 10-30 %. Někdy je pozorována vyšší mortalita krocanů než krůt. Infekce slabě virulentními kmeny se projevují mírnějšími příznaky (morbidita 5-20 %, mortalita 1-4 %) a také menší redukcí snášky. Chronický průběh se zpravidla projevuje netečností, načepýřeným peřím, hubnutím, případně slabým výtokem z nosu a očí anebo průjmem. U dospělých ptáků jsou časté latentní infekce. V ojedinělých případech je možné pozorovat zvýšenou nemocnost ošetřujícího personálu.
- Kachny. U kachňat probíhá chlamydióza často fatálně (smrtelně), u dospělých spíše latentně (skrytě) s vylučováním chlamydií do prostředí. Klinické příznaky u kachen jsou charakterizovány serózním až purulentním (hnisavý) výtokem z očí a nosu, který způsobuje slepení a zašpinění peří na obličeji a jeho vypadávání. Zvířata nemají zájem o krmivo, mají zelený vodnatý průjem, pohybové poruchy, zaostávají v růstu a postupně hubnou a hynou v křečích. Morbidita se pohybuje v širokém rozmezí (10-80 %), stejně tak i mortalita (0-30 %), v závislosti na věku i případné současné infekci salmonelami.
- Holubi. Klinicky nejčastěji onemocní mladí holubi do 6 měsíců věku; u starších holubů jsou spíše chronické nebo latentní infekce. Sérologicky se promořenost holubů odhaduje na 20-90 %, z toho asi 10-30 % činí aktivní infekce. V chovech holubů přetrvává infekce opakovaným přenosem z rodičů na holoubata. Příznaky nemoci jsou variabilní.
Při akutním onemocnění se pozoruje nechutenství, neupravené peří, zaostávání v růstu a průjem. Holubi mají zduřelá víčka, jedno- nebo oboustrannou konjunktivitidu a rhinitidu se serózním až purulentním exsudátem, který slepuje peří kolem očí a nozder. Ptáci potřásají hlavou ve snaze uvolnit dýchací otvory. Klinicky se zjišťují chrapoty při dýchání. Holubi neradi létají, posedávají a straní se ostatních. Trpí fotofobií. Postupně slábnou, hubnou a do 2-3 týdnů mohou uhynout. Průběh nemoci bývá často komplikován infekcí salmonelami anebo trichomonádami.
- Exotičtí ptáci jsou neteční, ospalí, s načepýřeným peřím, nemají zájem o krmivo a rychle hubnou. Trus šedozelené barvy a želatinózní konzistence přechází v průjem, někdy s příměsí krve. Ptáci těžce dýchají s otevřeným zobákem, mají horečku a zastavují případnou snášku. Objevují se i nervové příznaky a to zejména před úhynem nebo i po celou dobu onemocnění. Ptáci nejsou schopni udržet se na bidýlku. Onemocnění může trvat několik dnů až týdnů a obvykle končí úhynem. Případní rekonvalescenti se jen pomalu zotavují.
- Kur domácí je relativně odolný na přirozenou infekci C. psittaci. Výskyt akutního onemocnění s následnou mortalitou je poměrně vzácný i u mladých kuřat. Většinou se jedná o bezsymptomní latentní infekce s nízkou incidencí, přechodného trvání a prokazatelné pouze sérologicky.
- Husy. Infekce hus jsou zaznamenávány zpravidla v souvislosti s onemocněním kachen. Mohou se objevovat sporadicky u mladých zvířat do 6 měsíců věku, u starších mají charakter latentní infekce. Průběh nemoci je podobný jako u kachen.
- Bažanti. Z ojedinělých výskytů chlamydiózy, projevujících se příznaky zánětu plic, byly izolovány nízko virulentní kmeny chlamydií. Sérologické průzkumy divokých bažantů i intenzivních chovů ukazují poměrně malou promořenost.
- Pštrosi. Klinická chlamydióza je nejčastěji pozorována u mladých zvířat. Ptáci mohou vykazovat depresi, dyspnoe (dýchací potíže), konjunktivitidu, pinguinní (tučňákovský) postoj i chůzi a náhlý úhyn. Při pitvě se nachází nekrotický zánět jater a sleziny, fibrinopurulentní tracheitida, pneumonie, perikarditida a perihepatitida. Mikroskopicky lze prokázat chlamydie.

### Patologie
Chlamydióza je obecně charakterizována zánětem serózních blan. U rekonvalescentů a latentních nosičů chlamydií mohou být změny minimální nebo nemusí být vůbec vyvinuty. Charakter patologických změn není závislý na virulenci infikujících chlamydií, pouze jejich intenzita je po infekci méně virulentními kmeny menší.
Akutní průběh nemoci je zpravidla doprovázen serózní, sérofibrinózní nebo až séropurulentní perikarditidou, pneumonií, aerosakulitidou (zánět vzdušných vaků), peritonitidou, perihepatitidou (zánět jaterního pouzdra) a katarální enteritidou.

### Imunita
Po infekci chlamydiemi vzniká humorální i buněčná imunita, je však obecně slabá a krátkodobá. Je pozorována věková i druhová rezistence k onemocnění, nikoliv však k infekci. Např. holubi jsou poměrně odolní k onemocnění i po infekci vysoce virulentními kmeny jiných ptačích druhů, ale vysoce vnímaví na infekci izoláty od holubů a vrabců. Krůty se stávají slabě rezistentními k onemocnění po 15. týdnu věku. Rezistence a imunita u kachen není dostatečně známa.
Humorální imunita se zpravidla zjišťuje reakcí vazby komplementu (detekce protilátek proti skupinovému antigenu chlamydií). Protilátky vznikají za 7-10 dní po infekci (PI), maximálních titrů dosahují za 30 dní PI. Infekce chlamydiemi vede také ke tvorbě hemaglutinačních a precipitačních protilátek; v malé míře i protilátek neutralizačních a ke stavu hypersenzitivity organismu.

## Diagnostika
Předběžnou diagnózu chlamydiózy lze stanovit na základě anamnestických údajů, epizootologického šetření, klinického a pitevního nálezu. Vzhledem ke kolísající virulenci kmenů C. psittaci jsou projevy nemoci velmi variabilní, takže pro konečnou diagnózu je nezbytné laboratorní vyšetření.
Laboratorní diagnostika chlamydiových infekcí je založena na přímém mikroskopickém průkazu chlamydií v buňkách postižených tkání, na jejich izolaci ve vnímavých substrátech, na sérologickém vyšetření a v poslední době také na metodách imunochemických nebo molekulárně biologických.
Diferenciální diagnostika. U krůt je nutné odlišit chlamydiózu zejména od pasteurelózy, mykoplasmózy, kolibacilózy a influenzy, které se mohou projevovat podobnými klinickými i patologickými nálezy.
U kachen je nutné odlišit salmonelózy, influenzu a herpesvirovou enteritidu, u holubů a exotů pak herpesvirové infekce a influenzu A.

## Terapie a prevence
U domácí drůbeže se k terapii se nejčastěji používají antibiotikum podávaná ve vysokých dávkách a po delší dobu. Výsledek léčby není optimální, ptáci mohou i nadále vylučovat chlamydie nebo se reinfikovat. Proto je vhodnější i z ekonomických důvodů po přeléčení drůbež odporazit. U holubů a exotických ptáků je třeba z těchto hledisek zvážit jejich chovatelskou hodnotu a místo terapie raději volit neškodné odstranění ptáků z chovu.
K preventivním opatřením patří dodržování technologických postupů (zejména turnusového způsobu chovu), zabránění volnému přístupu ptactva do výrobních prostorů, dovoz ptactva jen z prověřených chovů a jejich karanténování nejméně po dobu 90 dní, dezinfekce objektů a asanace prostředí. Specifická imunoprofylaxe se neprovádí, komerčně dostupné vakcíny zatím neexistují.
K dezinfekci se doporučuje 2-4 % louh sodný, 4 % kresol, 1-2 % formaldehyd, 4-8 % chloramin B, chlorové vápno s 2-4 % aktivního chloru (výběhy) nebo 20 % suspenze čerstvě hašeného vápna. Chlorové preparáty způsobují korozi kovů, proto nejsou vhodné na dezinfekci kovových klecí. Pro dezinfekci prostorů zpracovatelského průmyslu (např. porážky) je doporučován 3-5 % chloramin B, aerosol kyseliny pyrohroznové nebo kyselina mléčná v množství 10 mg na 1 m³ vzduchu. Vhodné je ozařování ultrafialovými paprsky.